# Фатіх Бакір
Фатіх Бакір (тур. Fatih Bakir; нар. 11 березня 1977) — турецький борець греко-римського стилю, срібний призер чемпіонату Європи, учасник Олімпійських ігор.

## Життєпис
Боротьбою почав займатися з 1992 року. Був бронзовим призером чемпіонату Європи 1997 року серед юніорів. У 2000-му став чемпіоном світу серед студентів.
Виступав за борцівський клуб «Belediyesi», Гебзе, провінція Коджаелі. Тренер — Кемаль Бакір.

## Спортивні результати на міжнародних змаганнях

### Виступи на Олімпіадах
| Змагання                    | Збірна    | Вагова категорія                  | Місце |
| --------------------------- | --------- | --------------------------------- | ----- |
| Літні Олімпійські ігри 2000 | Туреччина | греко-римська боротьба, до 130 кг | 8     |

### Виступи на Чемпіонатах світу
| Змагання                        | Збірна    | Вагова категорія                  | Місце |
| ------------------------------- | --------- | --------------------------------- | ----- |
| Чемпіонат світу з боротьби 1999 | Туреччина | греко-римська боротьба, до 130 кг | 12    |
| Чемпіонат світу з боротьби 2001 | Туреччина | греко-римська боротьба, до 130 кг | 15    |

### Виступи на Чемпіонатах Європи
| Змагання                         | Збірна    | Вагова категорія                  | Місце  |
| -------------------------------- | --------- | --------------------------------- | ------ |
| Чемпіонат Європи з боротьби 2000 | Туреччина | греко-римська боротьба, до 130 кг | 9      |
| Чемпіонат Європи з боротьби 2001 | Туреччина | греко-римська боротьба, до 130 кг | Срібло |
| Чемпіонат Європи з боротьби 2003 | Туреччина | греко-римська боротьба, до 120 кг | 4      |

### Виступи на Кубках світу
| Змагання                    | Збірна    | Вагова категорія                  | Місце |
| --------------------------- | --------- | --------------------------------- | ----- |
| Кубок світу з боротьби 2001 | Туреччина | греко-римська боротьба, до 130 кг | 4     |
| Кубок світу з боротьби 2003 | Туреччина | греко-римська боротьба, до 120 кг | 5     |

### Виступи на інших змаганнях
| Змагання                                                             | Збірна    | Вагова категорія                  | Місце  |
| -------------------------------------------------------------------- | --------- | --------------------------------- | ------ |
| Олімпійський кваліфікаційний турнір з боротьби 2000 (Фаенца)         | Туреччина | греко-римська боротьба, до 130 кг | Срібло |
| Олімпійський кваліфікаційний турнір з боротьби 2000 (Клермон-Ферран) | Туреччина | греко-римська боротьба, до 130 кг | 15     |
| Олімпійський кваліфікаційний турнір з боротьби 2000 (Ташкент)        | Туреччина | греко-римська боротьба, до 130 кг | Золото |
| Олімпійський кваліфікаційний турнір з боротьби 2000 (Колорадо)       | Туреччина | греко-римська боротьба, до 130 кг | Срібло |
| Чемпіонат світу з боротьби серед студентів 2000                      | Туреччина | греко-римська боротьба, до 130 кг | Золото |
| Гран-прі Німеччини з боротьби 2004                                   | Туреччина | греко-римська боротьба, до 120 кг | Бронза |

### Виступи на змаганнях молодших вікових груп
| Змагання                                       | Збірна    | Вагова категорія                  | Місце  |
| ---------------------------------------------- | --------- | --------------------------------- | ------ |
| Чемпіонат світу з боротьби серед кадетів 1993  | Туреччина | греко-римська боротьба, до 95 кг  | 5      |
| Чемпіонат Європи з боротьби серед юніорів 1995 | Туреччина | греко-римська боротьба, до 115 кг | 7      |
| Чемпіонат Європи з боротьби серед юніорів 1997 | Туреччина | греко-римська боротьба, до 115 кг | Бронза |
| Чемпіонат світу з боротьби серед юніорів 1997  | Туреччина | греко-римська боротьба, до 115 кг | 6      |